# Bueil
Bueil település Franciaországban, Eure megyében. Lakosainak száma 1635 fő (2022. január 1.). Bueil Breuilpont, Garennes-sur-Eure és Neuilly községekkel határos.

## Népesség
A település népességének változása:
| Lakosok száma | 455  | 1003 | 1331 | 1493 | 1534 | 1602 | 1621 | 1615 | 1625 | 1635 |
|               | 1968 | 1982 | 1990 | 2006 | 2013 | 2015 | 2017 | 2019 | 2020 | 2022 |